# Vesicularia flavo-viridis
Vesicularia flavo-viridis är en bladmossart som först beskrevs av Mitten, och fick sitt nu gällande namn av Brotherus och Jean Édouard Gabriel Narcisse Paris 1906. Vesicularia flavo-viridis ingår i släktet Vesicularia och familjen Hypnaceae. Inga underarter finns listade i Catalogue of Life.